# La Gineta
La Gineta község Spanyolországban, Albacete tartományban. Lakosainak száma 2635 fő (2024).

## Földrajza
La Gineta Albacete, La Roda, Montalvos és Tarazona de la Mancha községekkel határos.

## Népesség
A település lakosságának változását az alábbi diagram mutatja:
| Lakosok száma | 2052 | 2114 | 2189 | 2418 | 2563 | 2485 | 2509 | 2512 | 2554 | 2635 |
|               | 2001 | 2004 | 2006 | 2009 | 2011 | 2014 | 2016 | 2019 | 2021 | 2024 |